# D-Link

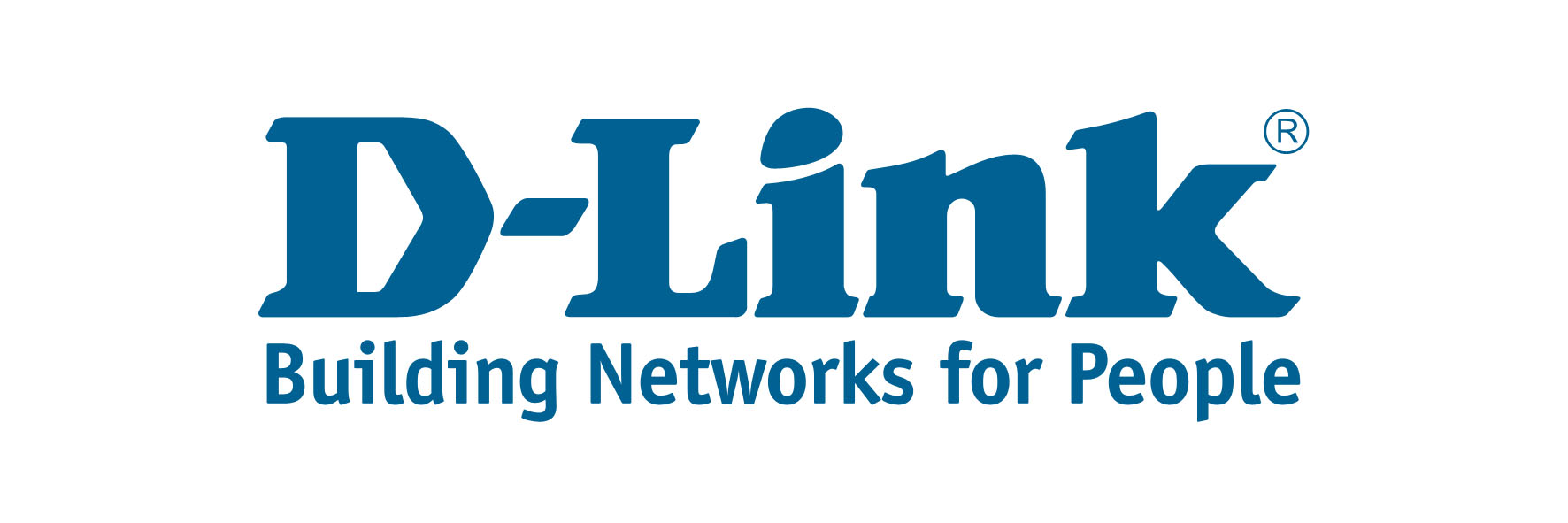
Logo

D-Link is een Taiwanese fabrikant van producten voor netwerken, draadloze verbindingen, breedband, digitale elektronica, spraak- en datacommunicatie. Het is opgericht als Datex in 1986 (in 1994 kreeg het de huidige naam) en heeft wereldwijd meer dan 1.600 werknemers in dienst. D-Link bezit R&D-centra in Taiwan, de Verenigde Staten, China en India heeft 330.000 vierkante meter aan productie-installaties in Taiwan, China en India; en telt 87 verkoopkantoren in 36 landen.